# Монтферландский пробег
Монтферландский пробег — 15-и километровый шоссейный пробег, который проводится в Монтферланде, Нидерланды. Ежегодно проводится в декабре с 1996 года. Трасса пробега проходит по живописному ландшафту монтферландских окрестностей. Для участия в пробеге необходимо заплатить стартовый взнос в размере 13,5 евро. 
Официальным партнёром и спонсором пробега является нидерландская компания Pfixx Solar, которая специализируется на производстве солнечных батарей.
Пробег 2014 года состоялся 7 декабря. Среди прочих участников был рекордсмен мира в марафоне Деннис Киметто, который занял скромное 13-е место с результатом 47.00.

## Победители
| Год  | Победитель у мужчин         | Страна                      | Время                       | Победитель у женщин         | Страна                      | Время                       |
| ---- | --------------------------- | --------------------------- | --------------------------- | --------------------------- | --------------------------- | --------------------------- |
| 2014 | Хизкель Тевелде             | Эритрея                     | 43.27                       | Аскале Мерачи               | Эфиопия                     | 50.44                       |
| 2013 | Патрик Эренг                | Кения                       | 43.00                       | Синтия Косгеи               | Кения                       | 49.46                       |
| 2012 | Джеффри Мутаи               | Кения                       | 42.25                       | Ацеде Байса                 | Эфиопия                     | 49.15                       |
| 2011 | Филип Лангат                | Кения                       | 42.33                       | Абебеш Афеворк              | Эфиопия                     | 49.15                       |
| 2010 | Отменён из-за плохой погоды | Отменён из-за плохой погоды | Отменён из-за плохой погоды | Отменён из-за плохой погоды | Отменён из-за плохой погоды | Отменён из-за плохой погоды |
| 2009 | Николас Манза               | Кения                       | 42.38                       | Каролин Килель              | Нидерланды                  | 49.57                       |
| 2008 | Дередже Тесфайе             | Эфиопия                     | 43.27                       | Лорна Киплагат              | Нидерланды                  | 48.49                       |
| 2007 | Хайле Гебреселассие         | Эфиопия                     | 42.36                       | Дериба Алему                | Эфиопия                     | 48.50                       |
| 2006 | Дериба Мерга                | Эфиопия                     | 42.48                       | Хильда Кибет                | Кения                       | 51.50                       |
| 2005 | Хайлу Меконнен              | Эфиопия                     | 43.09                       | Безунеш Бекеле              | Эфиопия                     | 48.32                       |
| 2004 | Тадессе Фейисса             | Эфиопия                     | 43.28                       | Безунеш Бекеле              | Эфиопия                     | 48.35                       |
| 2003 | Ричард Ятич                 | Кения                       | 43.20                       | Айелеш Ворку                | Эфиопия                     | 50.58                       |
| 2002 | Уильям Кипсанг              | Кения                       | 44.33                       | Реститута Джозеф            | Танзания                    | 51.15                       |
| 2001 | Кенениса Бекеле             | Эфиопия                     | 42.42                       | Сандра Ден Хазевелде        | Бельгия                     | 52.15                       |
| 2000 | Кенениса Бекеле             | Эфиопия                     | 43.09                       | Ирма Хирен                  | Нидерланды                  | 51.03                       |
| 1999 | Феликс Лимо                 | Кения                       | 44.08                       | Надежда Вейенберг           | Нидерланды                  | 50.59                       |
| 1998 | Тесфайе Тола                | Эфиопия                     | 44.05                       | Мике Пюллен                 | Нидерланды                  | 54.50                       |
| 1997 | Франсуа Волдемариам         | Эфиопия                     | 45.06                       | Мике Пюллен                 | Нидерланды                  | 53.03                       |
| 1996 | Михил Оттен                 | Нидерланды                  | 44.54                       | Изабель Хёзинквелд          | Нидерланды                  | 57.02                       |